# Fátima Leyva
Fátima Leyva Morán (14 de fevereiro de 1980) é uma futebolista mexicana que atua como meia.

## Carreira
Fátima Leyva representou a Seleção Mexicana de Futebol Feminino, nas Olimpíadas de 2004.